# Guy Onkelinx
Guy Onkelinx (Luik, 1879 - 1935) was een Belgisch kunstschilder.

## Levensloop
Hij was leerling van de Koninklijke Academie voor Schone Kunsten van Luik en van die in Brussel (in Brussel bij Herman Richir en Guillaume Van Strydonck).
Hij schilderde (voornamelijk in aquarel) naakten, stadsgezichten, landschappen, stillevens en genretaferelen, alsook gelegenheidswerk (bijvoorbeeld voor spijskaarten en reclame).
In 1906 stichtte hij het Etablissement Guy Onkelinx "Les Impressions d'Art", gespecialiseerd in (kleur)reproductie van etsen, gravures, foto's en in kleurendruk voor catalogi, affiches, enz. Het adres was Locquenghienstraat 8 in Brussel. Het geleverde werk was -naar de normen van de tijd- van hoge kwaliteit.
Zijn aquarellen vertonen in het interbellum een typisch, warm kleurenpalet met veel rode en paarse schakeringen. Zijn thema's vond hij in eigen land (oa. Brugge, Genk,...), Zuid-Frankrijk en Zwitserland (o.a. Montreux). Hij gebruikte ze als demonstratiemateriaal in zijn bedrijfsbrochures en reclames.